# Куинси
Вижте пояснителната страница за други значения на Куинси.
Куинси (на английски: Quincy) е град в щата Масачузетс в САЩ. Куинси е с население от 88 025 жители (2000) и обща площ от 69,60 км² (26,90 мили²). Районът на Кунси е заселен през 1625 г., а Куинси получава статут на град през 1792 г. Ресторанската и мотелска верига „Хауърд Джонсън“ и веригата за кафе и понички „Дънкин Донътс“ са основани в Куинси.

## Известни личности
Родени в Куинси
- Карл Андре (р. 1935), художник
- Рут Гордън (1896 – 1985), актриса
- Лий Ремик (1935 – 1991), актриса
- Джон Чийвър (1912 – 1982), писател